# Melody Gersbach
Melody Adelheid Manuel Gersbach (18 de noviembre de 1985 - 21 de agosto de 2010) fue una reina de belleza y modelo de Filipinas.

## Biografía
Gersbach nació en Daraga, Albay, pero se crio en Los Ángeles, Pampanga. Su padre es de nacionalidad alemana (Wolfgang Gersbach) y su madre filipina (Marina Manuel). Ella era la segunda de tres hermanos. Se graduó en administración por la Universidad de Asia y el Pacífico y había estado manejando un negocio familiar alemán en Bicol.

## Reinados
Melody contaba con 23 años cuando fue coronada Miss Binibining Pilipinas Internacional 2009, el 7 de marzo de 2009. Representó a Filipinas en la 49.ª Miss Internacional, concurso que se llevó a cabo en el Sichuan International Tennis Center, Chengdu, Sichuan, China el 28 de noviembre de 2009, donde clasificó entre las 15 semifinalistas.

## Fallecimiento
Gersbach murió en un accidente de coche a las 11 a. m. del 21 de agosto de 2010, cuando el Toyota Innova en el que viajaba chocó con un autobús de pasajeros en Barangay Pawili en Bula. La policía dijo que, "el autobús estaba tratando de evitar un triciclo cuando chocó con el Toyota Innova". Gersbach, su maquillista Alden Orense, y su chofer, Santos Ramos Jr., murieron en el accidente. El único pasajero que sobrevivió fue Ronald Lita, un amigo de Gersbach. Gersbach tenía que asistir a la Reunión del Comité Ejecutivo de la Sra. Bicolandia 2010 en el Hotel Avenida en la ciudad de Naga. Varios de los pasajeros del autobús también se reportaron heridos. Stella Márquez-Araneta, Bb. Pilipinas Caridades Inc. (BPCI) presidente, declaró: "Nuestras más sinceras condolencias y oraciones están con su familia y amigos por su muerte lamentable e inoportuna. Ha dejado a todo el mundo en Bb Caridades Pilipinas, Inc. profundamente entristecido. Su muerte no sólo deja un vacío en nuestras vidas, sino también en los corazones de todos los que la conocían. La memoria de Melody seguirá estando siempre en lo profundo de nuestros corazones". 
Sus restos fueron trasladados al Parque Heritage en Taguig City, Metro Manila, durante una semana. Fue enterrada en Angeles City, Pampanga, donde ella creció. Sus amigos y familiares, incluyendo Miss Universo cuarto finalista Venus Raj, asistieron a una misa de cuerpo presente a las 9 a. m. Wilson Fontillas, el conductor que perdió el control del autobús de pasajeros, fue puesto bajo la custodia de la Policía a la espera de la presentación de la demanda en su contra.